# 菈希莉
菈希莉（排灣語：Rasijl），是台灣排灣族瑪家社（位於今屏東縣瑪家鄉，Makazayazaya）傳統信仰中的神祇，在族人打獵時賜給他們獵物。

## 神話
神話中，菈希莉來自舊高燕部落（Padain，位於今屏東縣瑪家鄉），她是山羌女神，會在族人打獵時賜予他們山羌作為獵物。而部落中信仰的兩位狩獵神：布拉魯樣（Puljaljuyan）、卜勒幹（Pulengan）和她一樣來自舊高燕部落，後來三位神祇又因為不明原因而遷到Payaya部落（位於萬安溪上游的瀑布古社群之一）的耕地Vangas，該地在日治時期時就已經變成了一片森林。